# Alexander Oey
 (octobre 2018).
Alexander Oey, né en 1960 à Amsterdam, est un réalisateur et cinéaste néerlandais.

## Filmographie

### Réalisateur
- 2002 : Zandkastelen[2]
- 2005 : Hans-Joachim Klein: My Life as a Terrorist
- 2006 : There is No Authority But Yourself[3]
- 2011 : Off the Grid[4]
- 2015 : Pekka. Inside the Mind of a School Shooter[5]

### Cinéaste
- 2002 : LAGOS/KOOLHAAS de Bregtje van der Haak
- 2006 : Viktor & Rolf: Because We're Worth It! de Femke Wolting[6]